# Церква Успіння Пресвятої Богородиці (Монастириська)
Церква Успіння Пресвятої Богородиці в Монастириськах (колишній парафіяльний костел Внебовзяття Пресвятої Діви Марії, пол. Kościoł p.w. Wniebowzięcia Najświętszej Panny Marii) — мурована культова споруда в Монастирищі (Монастириськах) Тернопільської области. Пам'ятка архітектури. Давніше в ній були роботи Йогана Пінзеля.
1991 року храм переданий для користування вірним УАПЦ, з січня 2019 Православної Церкви України.

## Історія

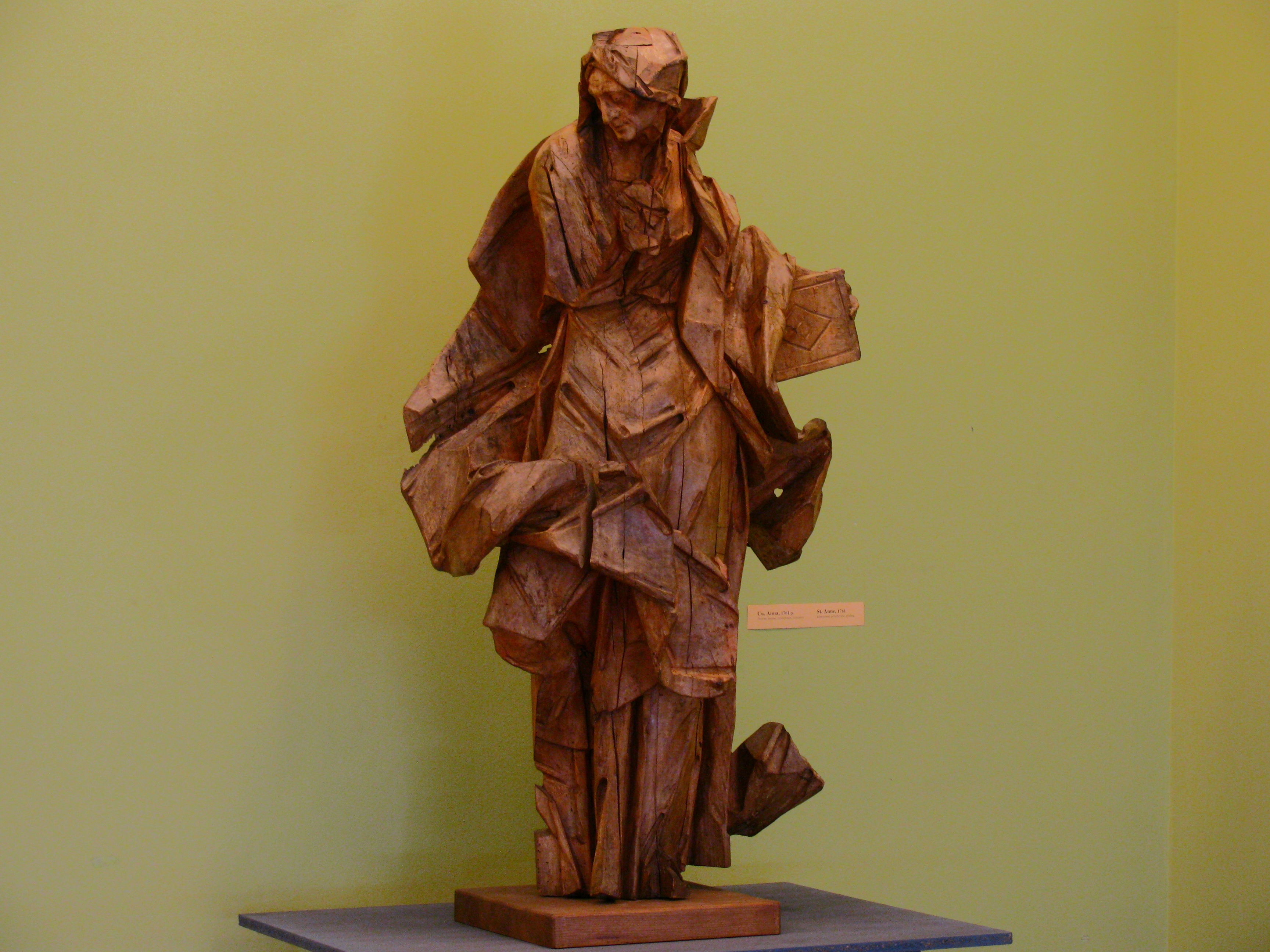
Статуя святої Анни, 1761

Збудована незадовго до консекрації (освячення) в 1751 році. Фундатором був дідич, львівський каштелян, граф Юзеф Потоцький.
Зведення храму було пов'язане з культом ікони Матері Божої Болісної (зародився в 1730—1740-х роках). Ікона початково знаходилась в домі міщанина Анджея Яворського в Монастириську, 1742 року львівським латинським архиєпископом Миколаєм Вижицьким була визнана чудотворною, перенесена до тодішнього дерев'яного костелу міста. Скоро ікона отримала срібні шати (1787 року були конфісковані новою владою, замінили мідними шатами, фундація о. Анджея Бриковського).
1754 року головний вівтар, амвон не були помальовані, позолочені. В 1761 році з дарчої (фундушу), виставленої за о. Францішка Кєлярського, було здійснено оплату робіт, які виконали Йоган Ґеорґ Пінзель, Антон Штиль, маляр Солецький. У 1774, 1781 роках згадана не закінчена дзвіниця.

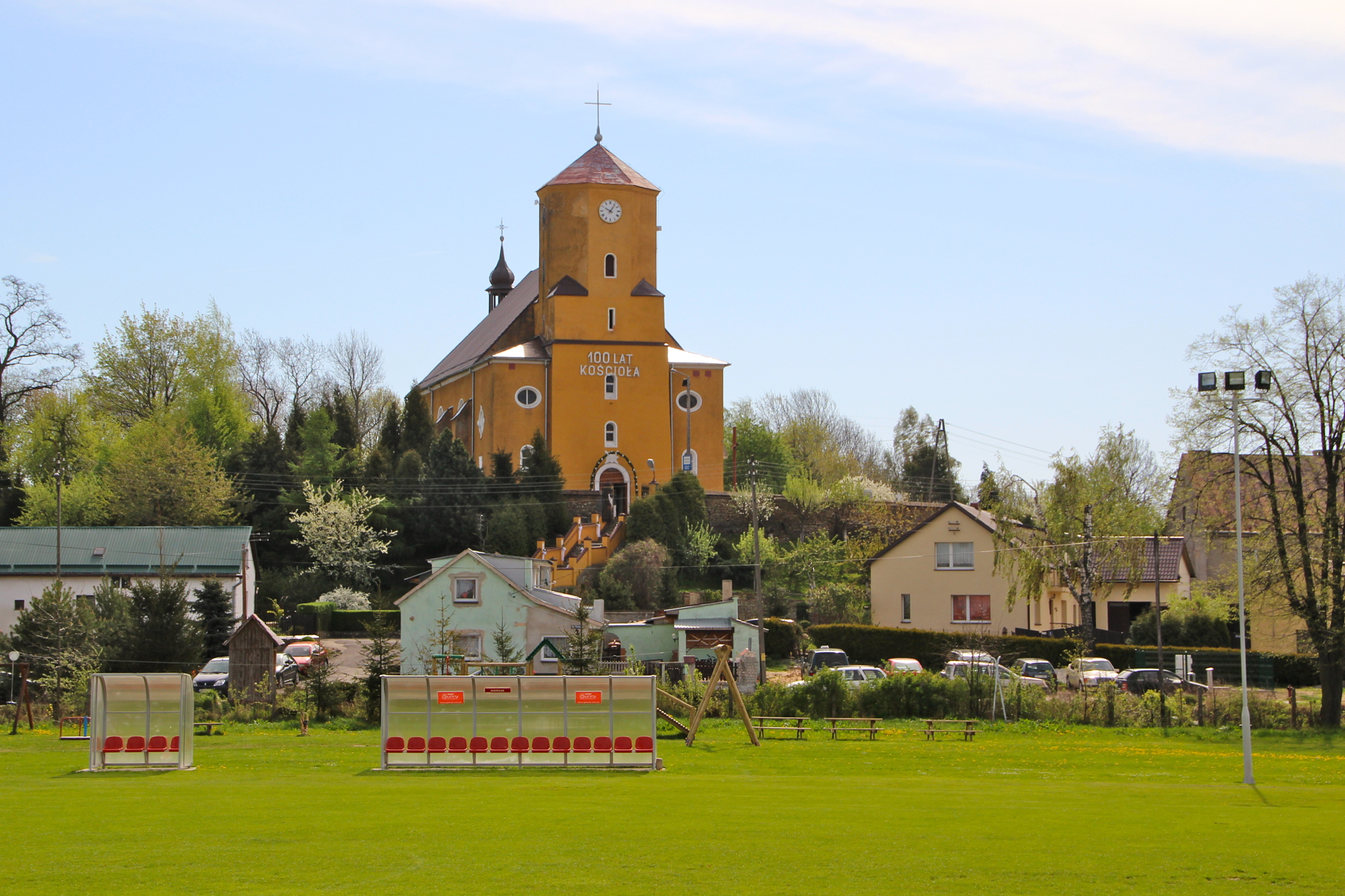
Костел у Боґдановицях

У 1807, 1810 роках австрійська влада конфіскувала значну частину предметів культу. 1907 р. костел був знову консекрований. У 1925 році купили три дзвони, у 1928 р. дах був вкритий бляхою, 1935 р. проведено електрику.
Останній латинський парох (пробощ) о. Антоній Йонєц забрав зі собою під час переїзду ікону Матері Божої Болєсної до Польщі, помістив ікону в каплиці замку в Ланьцуті. 1950 року його братанок о. Казімєж Йонєц перевіз ікону до Боґдановиць поблизу Ґлубчиць на Шльонську Опольськім. З 1954 року ікона знаходиться у бічному вівтарі костелу села Боґдановиць. 30 листопада 1945 року був закритий, перетворений на склад. За радянський час майже все оздоблення храму, вівтарі роботи Пінзеля було знищено. 1991 року храм був переданий для користування вірним УАПЦ (незважаючи на прохання римокатоликів).

## Опис
Колишній костел розташований у центрі міста, на північно-східному кінці давнього ринку; мурований, тинькований, корпус 3-навовий. Презбітерій скерований на північ; вужчий, нижчий головної нави, в плані близький до квадрату. Головна нава з сіньми (вестибюлем, відповідають ширині та висоті презбітерію, з боків має сходові клітини на хори), з музичними хорами. Кути головної нави заокруглені.

Просторова будова храму схожа на храми, проектовані послідовниками Франческо Борроміні.
Храм має головний вівтар, два бічні вівтарі, амвон, балдахін (закінчений 1761 року), матеріал — поліхромоване, позолочене дерево, орнаментика рокайлева. Різьбярські роботи виконані Й.-Ґ. (І.- Г.) Пінзелем, Антоном Штилем.
Маляром Солецьким (пол. Soliecki), який виконав образи для вівтарів, був або Ян Солецький зі Станиславова (автор розписів вірменського костелу в Станиславові), або його родич. Ікони святих Петра та Павла, Архангела Михаїла (нині — в Боґдановицях, Польща) — робота чеського майстра Ґустава Вацка (Ватцка).